# برف‌سنج

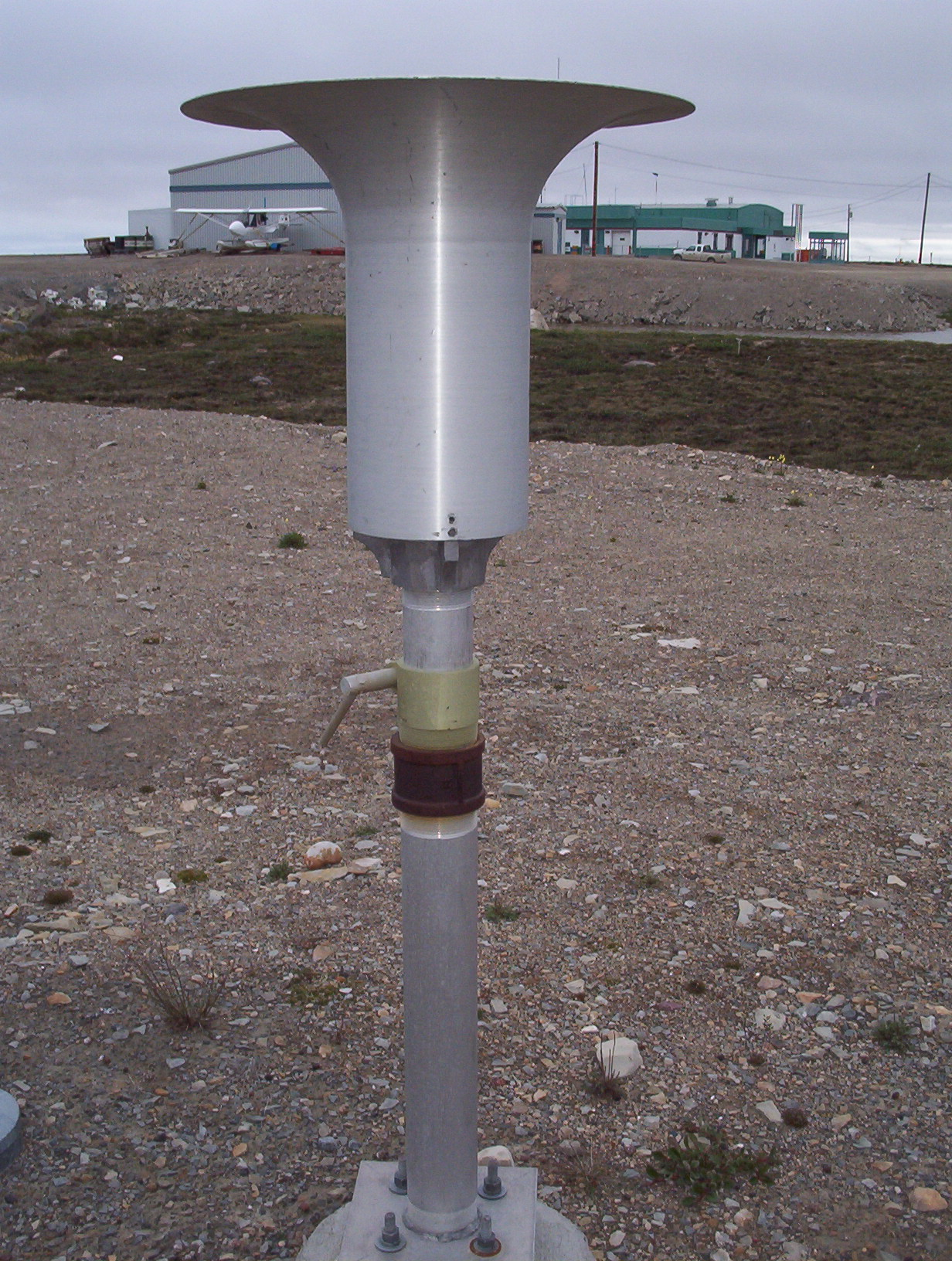
یک برف‌سنج

برف‌سنج ابزار اندازه‌گیری بارش برف در هواشناسی و آب‌شناسی است. به نحوه و روش سنجش برف در علم هواشناسی و هیدرومتئورولوژی، برف‌سنجی گفته می‌شود.
اگر نزولات جوی علاوه بر باران به صورت تگرگ یا دانه‌های ریز برف باشد، اندازه‌گیری آن‌ها توسط باران سنج امکان‌پذیر است. اما چنانچه مقداری برف روی دهانهٔ قیف باران سنج جمع شده باشد، باید آن را ذوب کرد و به آب داخل باران‌سنج افزود. البته در هنگام قرائت ارتفاع باران، مقدار آب گرم اضافه شده کسر خواهد شد.
معمولاً در مناطق برف گیر پیشنهاد می‌شود ارتفاع برف روی سطح صاف و غیرقابل نفوذی که برای این منظور در نظر گرفته می‌شود اندازه‌گیری شود. علاوه بر آن ارتفاع آب حاصله از ذوب برف نیز اندازه‌گیری می‌شود.
مقدار آب حاصله از ذوب برف به وزن مخصوص برف بستگی دارد که در مورد برف تازه حدود ۵۰ تا ۲۰۰ کیلوگرم در هر مترمکعب است.
فرمول برف سنجی:
M = 45.72 K. D (1) M: ارتفاع آب حاصل از ذوب برف (میلی‌متر در هر روز)
K: ضریب ثابت (۰/۰۶)
D: درجه روز Degree Day, d.d. (بالای صفر)
M = (0.3 + 0.012 R) T +1.0 (2) T: متوسط دمای روزانه (سلسیوس)
R: مقدار بارش روزانه (میلی‌متر)